# آلبانی اینترنشنال
آلبانی اینترنشنال (انگلیسی: Albany International) شرکت تولید صنعتی آمریکایی است، که در سال ۱۸۹۵ توسط پارکر کورنینگ تأسیس شد.